# Leonora Blanche Alleyne
Pour les articles homonymes, voir Alleyne.

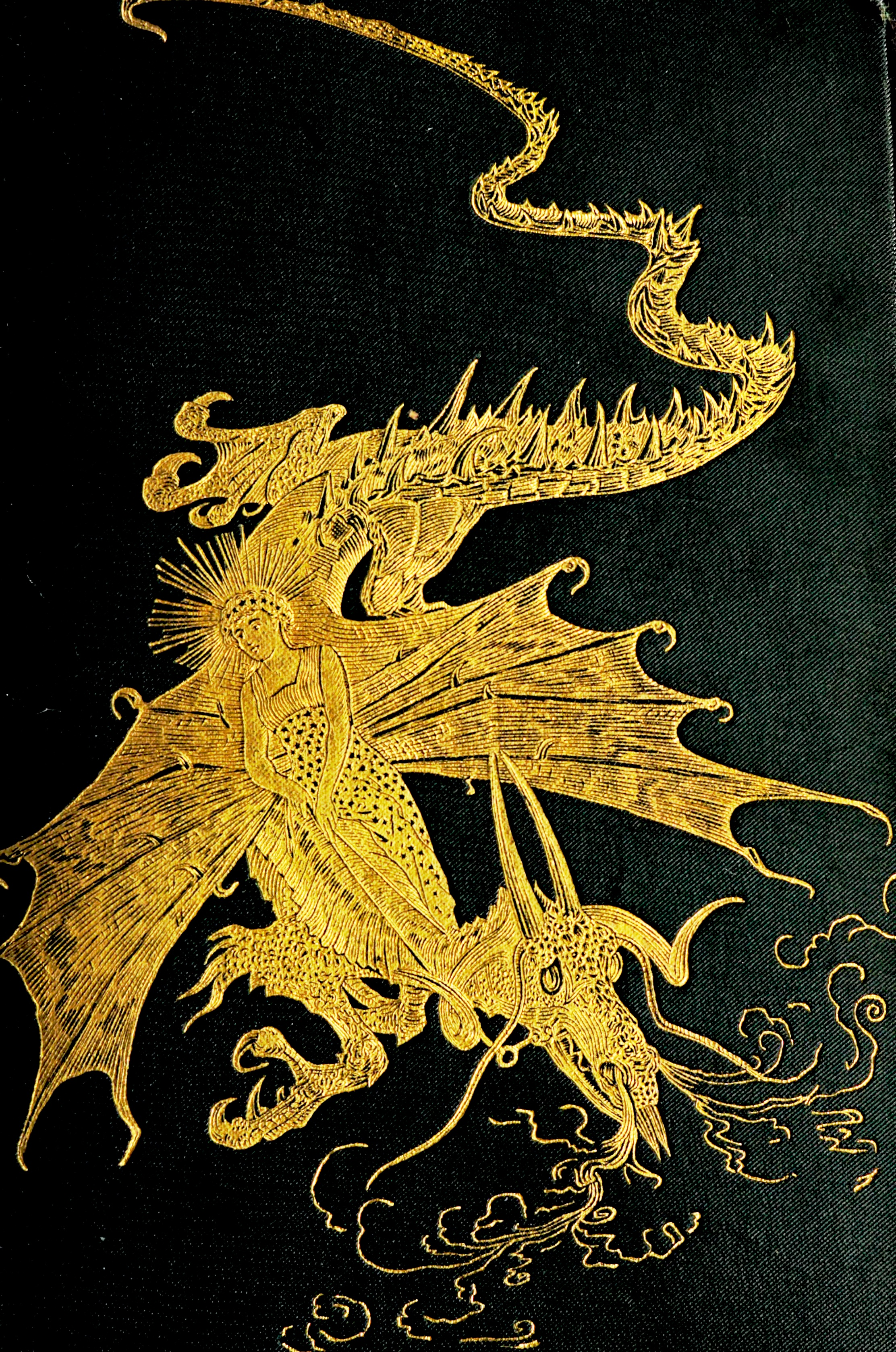
The Green Fairy Book (1902)

Leonora Blanche Lang (née Alleyne ; 8 mars 1851 – 10 juillet 1933) est une écrivaine, éditrice et traductrice anglaise. Elle est surtout connue comme traductrice, collaboratrice et auteure de The Fairy Books, une série de vingt-cinq recueils de contes qu'elle a publiés avec son mari, Andrew Lang, entre 1889 et 1913. Les plus connus d'entre eux sont les Rainbow Fairy Books, une série de douze recueils de contes de fées auxquels est attribuée à chacun une couleur différente.

## Biographie
Leonora Blanche Alleyne est née le 8 mars 1851 à Clifton, Bristol, benjamine et septième enfant de Charles Thomas Alleyne (1798–1872), propriétaire d'une plantation à la Barbade, et de son épouse Margaret, sœur de Henry Bruce, 1er baron Aberdare,,. 
Sa sœur aînée est poétesse, traductrice et promotrice de l'éducation des femmes Sarah Frances Alleyne (en). Elle décrit une « enfance sévèrement réprimée » dictée par ses parents beaucoup plus âgés. Elle reçoit une « éducation décousue habituelle en tant qu'externe dans une école à la mode de l'époque à Clifton » avant de rencontrer son mari, l'écrivain écossais Andrew Lang. Elle l'épouse le 13 avril 1875, à Christ Church (en), à Clifton. Pour ce faire, Lang doit quitter sa bourse au Merton College d'Oxford, car le quota de tuteurs de l'établissement autorisés à se marier avait déjà été atteint. Après leur mariage, ils vivent et travaillent à Kensington, à Londres,.
Le jeune couple rejoint rapidement les cercles sociaux littéraires et artistiques de Londres et d'Édimbourg. Parmi leurs amis de toujours figurent le comte et la comtesse de Strathmore et Kinghorne, les parents de Lady Elizabeth Bowes-Lyon, mère de la future reine Elizabeth II. Des années plus tard, Elizabeth, duchesse d'York, accorda à Alleyne la permission de dédier une réimpression des Chroniques de Pantouflia d'Andrew Lang à la jeune princesse Elizabeth.

### LesFairy Books
La paternité et la traduction des Fairy Books sont souvent et incorrectement attribuées au seul mari de Lang. Selon la critique littéraire Anita Silvey, « L'ironie de la vie et de l'œuvre d'[Andrew] Lang est que, bien qu'il ait écrit pour une profession — critique littéraire ; fiction ; poèmes ; livres et articles sur l'anthropologie, la mythologie, l'histoire et les voyages [...] il est surtout reconnu pour les œuvres qu'il n'a pas écrites ». Nora n'est pas nommée sur la couverture ou le dos d'aucun des Coloured Fairy Books, qui donnent tous Andrew comme éditeur. Cependant, comme Andrew le reconnaît dans une préface d'un des livres, The Lilac Fairy Book (1910), « Les Fairy Books ont été presque entièrement l'œuvre de Mme Lang, qui les a traduits et adaptés du français, de l'allemand, du portugais, de l'italien, de l'espagnol, du catalan et d'autres langues ». Andrew est cité comme disant : « [M]on rôle a été celui d'Adam... dans le jardin d'Éden. Ève a travaillé, Adam a supervisé ».
Bien qu'Andrew soit souvent crédité de la sélection des histoires dans les Fairy Books, la majeure partie du travail a été réalisée par Nora. Elle et une équipe d'autres écrivains, qui étaient principalement des femmes et comprenaient May Kendall (en) et Violet Hunt, les ont traduits en anglais et les ont adaptés aux notions de bienséance victoriennes et édouardiennes. La collaboration de Nora est d'abord créditée dans The Green Fairy Book, le troisième de la série, et à partir de ce moment-là, elle écrit la plupart des récits, généralement créditée sous le nom de « Mme Lang ». D'autres volumes d'histoires publiés entre 1908 et 1912 sont crédités comme écrits par « Mme Lang », tels que The Red Book of Heroes (1909) et The Book of Saints and Heroes (1912).
À l'origine, les Lang n'avaient l'intention de publier qu'un seul recueil de contes de fées (le premier était The Blue Fairy Book, publié en 1889). Mais la popularité de chaque volume suivant conduisit à la rédaction d'un autre. Les critiques et les chercheurs en éducation de l'époque avaient auparavant jugé que « l'irréalité, la brutalité et l'évasion des contes de fées étaient nuisibles aux jeunes lecteurs, tout en estimant que de telles histoires étaient indignes de la considération sérieuse des personnes d'âge mûr ».

### Vie ultérieure
Après la mort de son mari en 1912, elle s'installe dans un appartement à Cheniston Gardens. Elle maîtrisait le russe, qu'elle utilisait pour communiquer avec les soldats russes dans les hôpitaux et les camps britanniques après la Première Guerre mondiale et la Révolution russe.
Elle décède le 10 juillet 1933 à Kensington, laissant la fortune familiale à sa nièce, Thyra Blanche Alleyne (en), fille de son frère Forster McGeachy Alleyne,.

## Influence
Ces livres ont également influencé des générations d’écrivains depuis lors. D'autres auteurs pour enfants, dont E. Nesbit, Robert Louis Stevenson, Rudyard Kipling et Arthur Conan Doyle, ont été influencés par les livres des Lang. J. R. R. Tolkien a écrit que « En anglais, aucun ne rivalise probablement ni la popularité, ni l'inclusivité, ni les mérites généraux des douze livres de douze couleurs que nous devons à Andrew Lang et à sa femme ».
La romancière Margaret Atwood, lauréate du prix Booker, dont l'œuvre réinvente et réimagine souvent les contes de fées, « se souvient d'avoir lu Lang avec émerveillement à l'âge de dix ans ».

## Autres publications
Les autres œuvres de Leonora Blanche Lang comprennent une histoire de la Russie traduite du français par Alfred Rambaud (1879) et un roman, Dissolving Views, publié en 1884. 
Elle était également critique pour des périodiques tels que le Saturday Review et l' Academy.